# Franz Joseph Hartleben
Franz Joseph Hartleben (auch Franz Hartleben; * 23. September 1740 in Düsseldorf; † 1808 in Wien) war ein deutscher Rechtswissenschaftler und Hochschullehrer.

## Leben
Hartleben war früh Waise und wurde von einem Geistlichen aufgezogen. Als dieser ihn zu den Jesuiten schicken wollte, flüchtete Hartleben und ging in das Preußische Militär, in dem er im Siebenjährigen Krieg zum Offizier aufstieg. Anschließend studierte er Rechtswissenschaften, unter anderem an den Universitäten von Heidelberg, Jena, Halle, Marburg und Gießen. Ende August 1769 wurde er an der Universität Mainz zum Lic. iur. und am 11. Dezember 1770 zum Doktor beider Rechte promoviert. Anschließend hielt er Vorlesungen über die Pandekten. 
Hartleben wurde am 29. Januar 1772 zum Stadtsyndikus von Mainz ernannt, im September 1772 zudem zum Hofpfalzgraf und am 22. Juni 1774 zum Kurmainzischen Hof- und Regierungsrat. Durch den Mainzer Kurfürsten Friedrich Karl Joseph von Erthal wurde er 28. November 1779 zum ordentlichen Professor der Rechte an die Universität Mainz berufen. Dort lehrte er das Zivil- und Zivilprozessrecht. Außerdem wurde er Mitglied des kurfürstlichen Revisionsgerichts in Mainz. Er war mit dem Journal Neueste juristische Literatur Herausgeber eines der ersten kritischen Journale für Rechtswissenschaften. 
Hartleben übersiedelte mit dem erneuten Einzug der Franzosen 1797 nach Wien und blieb dort bis zu seinem Tod.

## Werke (Auswahl)
- Thesaurus dissertationum iuridicarum selectissimarum, in Academia Moguntina habitarum, 2 Bände, Andree, Mainz und Frankfurt 1778–1779.
- Iurisdictio Moguntina Civilis Ordinaria Synoptice Delineata, Crass, Mainz 1784.
- Franz Joseph Hartlebens Fortsetzung der Schott'schen Bibliothek der neuesten juristischen Litteratur, Fischer, Mainz 1791.
- Kurze Uebersicht über die Entstehung, den Zweck, und die innere Einrichtung des Korrespondirenden litterärischen Zirkels zu Mainz, Mainz 1791.